# Adrian (Michigan)
Adrian ist eine Stadt im US-Bundesstaat Michigan und County Seat des Lenawee County. Das U.S. Census Bureau hat bei der Volkszählung 2020 eine Einwohnerzahl von 20.645 ermittelt.

## Lage
Adrian liegt etwa 48 Kilometer südwestlich von Ann Arbor, 48 Kilometer südöstlich von Jackson und 48 Kilometer nordwestlich von Toledo. Ein Teil der Stadt liegt an der Grenze zwischen Adrian Township und Madison Charter Township, ist aber politisch unabhängig von beiden. Das Stadtgebiet erstreckt sich über die Stadtgrenzen hinaus in diese beiden Gemeinden sowie in das Raisin Township und das Palmyra Township. Adrian wird manchmal auch als „Maple City“ wegen der vielen Zucker- und anderen Ahorn-Baumarten in der Stadt bezeichnet. Die Adrian High School Sport-Teams werden als die Adrian Maples bezeichnet und mehrere lokale Unternehmen nutzen den Namen Maple in ihrem Namen.

## Geografie
Laut dem United States Census Bureau hat die Stadt eine Gesamtfläche von 18,9 km2 von denen 18,4 km2 Land und 0,5 km2 Wasser ist. Die Stadt liegt etwa 24 Kilometer südöstlich der Irish Hills, einem Gebiet, das bekannt ist für seine vielen Seen und sanften Hügeln. Das Gebiet als Naherholungsgebiet von den Bewohnern der Stadt genutzt.

## Geschichte
Adrian wurde am 18. Juni 1826 von Addison Comstock gegründet, einem Förderer der Erie und Kalamazoo Railroad und wurde ursprünglich Logan benannt. Die Stadt wurde im Jahre 1828 von Addisons Frau umbenannt in Adrian, nach dem römischen Kaiser Hadrian.

### Frühe Industrialisierung
Im späten 19. Jahrhundert bis Anfang des 20. Jahrhunderts war Adrian bekannt als die „Zaun-Hauptstadt der Welt“ als J. Wallace-Page den ersten kommerziell erfolgreichen Drahtzaun erfand. Während dieser Zeit befand sich in Adrian der erste Hersteller von Drahtzäunen und die Zäune wurden weit verschifft, etwa nach New York, Berlin, Asien und Afrika. Die Firma sponserte das sehr erfolgreichen Baseball-Team Page Fence Giants.
Die Automobilindustrie siedelte sich zwischen 1900 und 1912 an. Eines der ersten Fahrzeuge, das Lion Automobil, wurde in Adrian gebaut. Drei Hersteller waren in Adrian angesiedelt. Alle drei Firmen gerieten in finanzielle Schwierigkeiten und mussten schließen.

### Demografische Daten
Laut der Volkszählung im Jahr 2000 lebten 21.574 Menschen in 7.908 Haushalte und 4.855 Familien in der Stadt. Die Bevölkerungsdichte betrug 1.166,6 pro km2. Es gab 8.498 Wohneinheiten mit einer durchschnittlichen Dichte von 459,5 pro km2. Es gab 7.908 Haushalte, in denen in 31,7 % der Fälle Kinder unter 18 Jahren. In 40,8 % der Fälle lebten diese als Ehepaare zusammen, 15,9 % hatten einen weiblichen Haushaltsvorstand ohne Ehemann und 38,6 % waren keine Familien. 31,5 % aller Haushalte bestanden aus Einzelpersonen und in 12,9 % lebten Menschen, die 65 Jahre oder älter war. Die durchschnittliche Haushaltsgröße betrug 2,45 und die durchschnittliche Familiengröße lag bei 3,09.
In der Stadt waren 25,3 % der Bevölkerung unter 18 Jahre alt, 15,4 % waren im Alter von 18 bis 24, 25,5 % waren 25 bis 44 Jahre alt, 19,0 % waren 45 bis 64 Jahre alt und 14,8 % waren 65 Jahre oder älter. Das Durchschnittsalter betrug 32 Jahre. Auf 100 Frauen kamen 87,0 Männer.
Das mittlere Einkommen eines Haushalt in der Stadt betrug USD 32.405 und das mittlere Einkommen für eine Familie betrug USD 42.069. Männer hatten ein mittleres Einkommen von USD 31.500 gegenüber USD 23.359 für Frauen. Das Pro-Kopf-Einkommen für die Stadt betrug USD 16.528. Über 9,8 % der Familien und 13,8 % der Bevölkerung lebten unterhalb der Armutsgrenze, darunter 15,5 % Jugendliche unter 18 Jahren und 19,8 % waren 65 Jahre oder älter.
Bei der Volkszählung im Jahr 2010 betrug die Einwohnerzahl 21.133.

## Söhne und Töchter der Stadt
- Kirk Baily (1963–2022), Schauspieler und Synchronsprecher
- Muriel Stafford (1906–2004), kanadische Organistin, Chorleiterin und Musikpädagogin